# Roger Nilsen
Roger Nilsen (Tromsø, 8 agosto 1969) è un allenatore di calcio ed ex calciatore norvegese.
È fratello di Steinar Nilsen, anch'egli allenatore di calcio ed ex calciatore.

## Carriera

### Giocatore
Iniziò la sua carriera professionistica nel 1987 nel Tromsø. Nel 1989 passò al Viking, con cui vinse la Tippeligaen nel 1991. Dopo una stagione in prestito al Colonia, nel 1993 si trasferì in Inghilterra, allo Sheffield United, dove rimase per sei stagioni. Nella fase conclusiva della carriera ha vestito le maglie di Tottenham Hotspur, Grazer AK, Molde, Bryne e Stavanger.
Con la Nazionale di calcio norvegese ha disputato 32 partite, segnando 2 gol, ed ha preso parte al campionato del mondo 1994 negli Stati Uniti.

### Allenatore
Nel 2006 si è ritirato dal calcio giocato ed ha intrapreso la carriera da allenatore, guidando lo Stavanger e portandolo alla promozione in Seconda Divisione norvegese. Al termine della stagione ha lasciato il club per assumere l'incarico di vice-allenatore del Viking.
In vista della stagione 2018 è diventato il nuovo allenatore del Vidar.